# Tengis-Burdschanadse-Stadion
Das Tengis-Burdschanadse-Stadion (georgisch თენგიზ ბურჯანაძის სტადიონი) ist ein Fußballstadion in der georgischen Stadt Gori. Es ist die Heimspielstätte des Fußballclubs FC Dila Gori. Das Stadion bietet 8230 Plätze und es verfügt über ein Naturrasenspielfeld und eine Flutlichtanlage. Früher umschloss eine Leichtathletikanlage das Spielfeld.

## U-19-Fußball-Europameisterschaft 2017
Neben vier Vorrundenpartien war das Stadion in Gori Schauplatz des Endspiels.
- 02. Juli 2017, Gruppe A:  Georgien –  Portugal 0:1 (0:0)
- 06. Juli 2017, Gruppe B:  Deutschland –  Bulgarien 3:0 (2:0)
- 08. Juli 2017, Gruppe A:  Portugal –  Schweden 2:2 (0:1)
- 09. Juli 2017, Gruppe B:  Niederlande –  Bulgarien 1:1 (0:0)
- 15. Juli 2017, Endspiel:  Portugal –  England 1:2 (0:0)

## Galerie

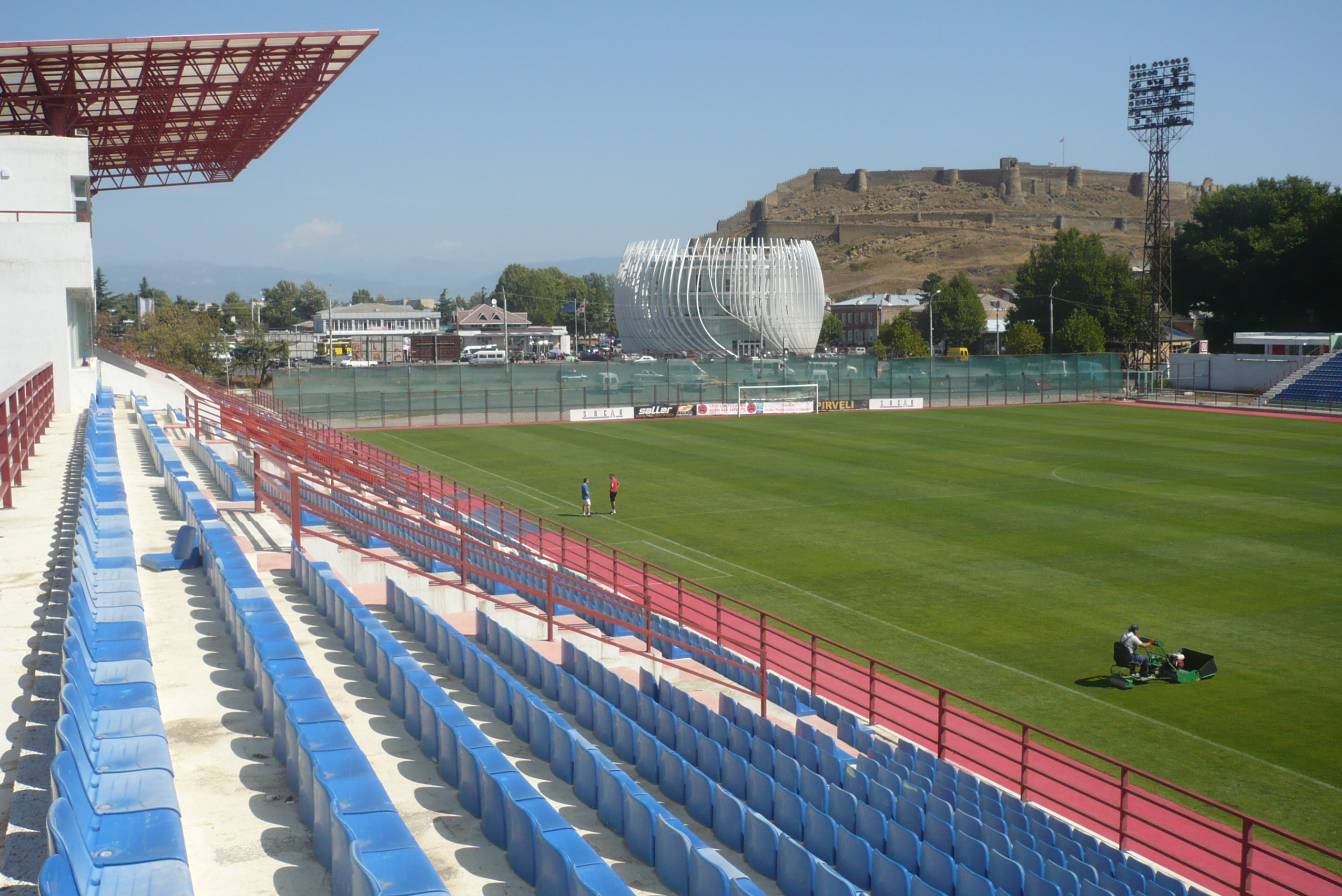
Blick von der Westtribüne (September 2014)
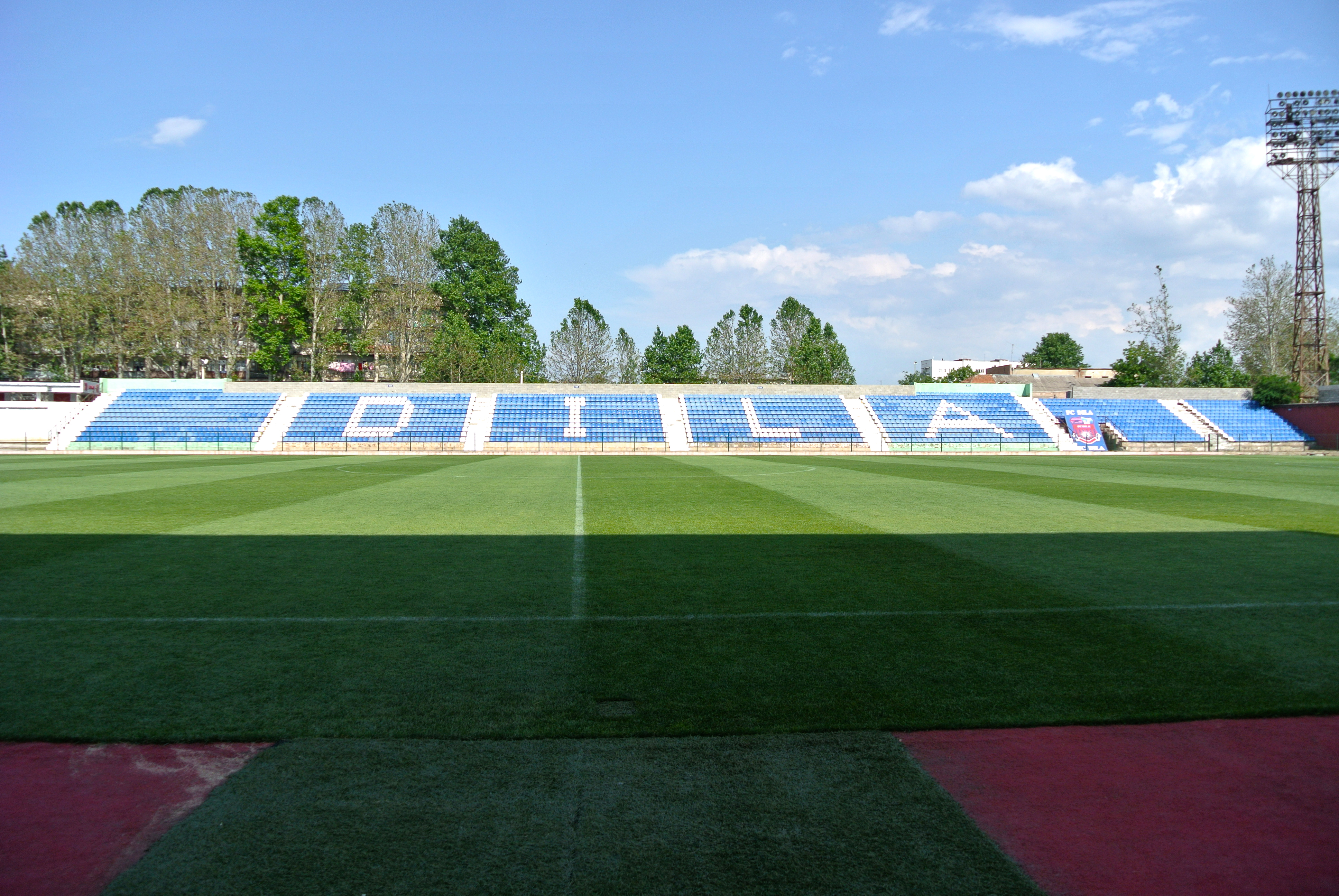
Osttribüne (Juni 2015)
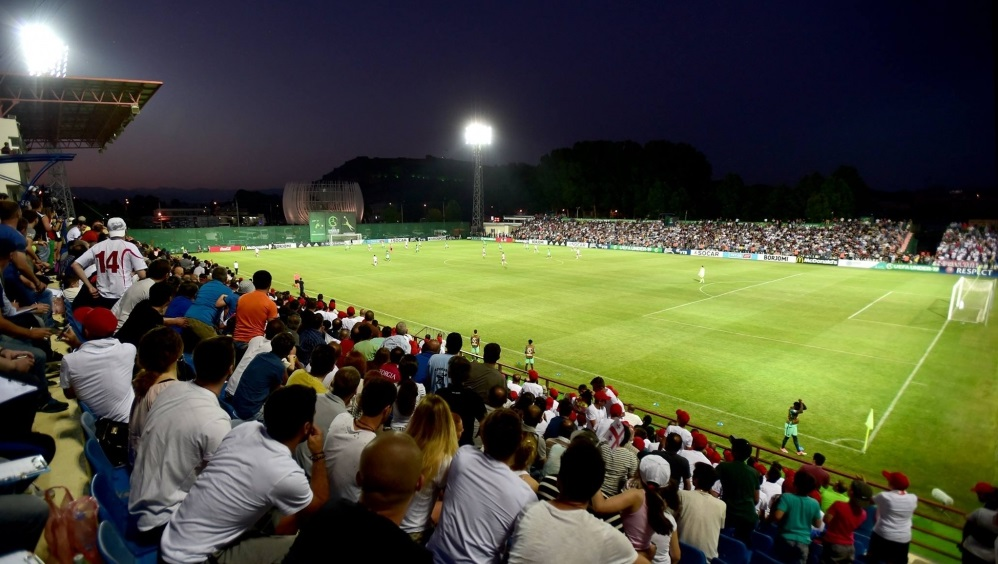
Spiel Georgien gegen Portugal (0:1) bei der U-19-Fußball-Europameisterschaft 2017